# Benelux Tourrail
De Benelux Tourrail was een vervoerbewijs waarmee binnen een bepaalde periode een aantal dagen onbeperkt per trein kon worden gereisd in Nederland, België en Luxemburg.
De kaart werd in 1977 als proef geïntroduceerd in de periode april-september en gold aanvankelijk voor 10 aaneengesloten dagen voor de tweede (fl. 125) of voor de eerste klas (fl. 187,50). Er was geen apart tarief voor kinderen van 4-9 jaar. In Luxemburg kon men ook gebruikmaken van de buslijnen van de CFL. De proef was na een jaar geslaagd en er verscheen voor kinderen en reizigers vanaf 65 jaar een apart reduktietarief. Het aantal aaneengesloten dagen werd teruggebracht naar 8. Later werd de formule veranderd in 8 dagen reizen binnen een periode van 16 dagen zodat men desgewenst rustdagen kon inlassen zonder een dag niet benut te hebben. 
De kaart werd destijds door de lokettist met pen ingevuld. In tegenstelling tot de 8-daagse kriskraskaart en de Tienertoer was er geen NS-identiteitsbewijs en pasfoto noodzakelijk. De kaart met de namen en emblemen van de spoorwegmaatschappijen vermeldde naast de naam van de reiziger de data van geldigheid en bestond verder uit 16 vakjes waar 16 achtereenvolgende dagen werden ingevuld waarvoor een rondje stond. De gebruiker kon dan met een zwarte of blauwe pen maximaal voor 8 dagen een rondje inkleuren waarop dan die dag onbeperkt bij NS, NMBS of CFL gereisd kon worden. Door de conducteur werd dan in het rondje een gaatje geknipt of een stempel geplaatst. Later werden het 5 dagen om te reizen binnen een maand.
Later was de kaart bij de NS niet meer verkrijgbaar, maar nog wel geldig. Wilde iemand in Nederland gebruikmaken van de kaart dan diende deze in België of Luxemburg te worden aangeschaft. Voor aankopen van deze kaart in België was een balietoeslag van 3,50 € verschuldigd. Alleen voor ingezetenen van België en Luxemburg was het mogelijk deze kaart on-line te kopen.
De kaart werd op 9 december 2012 samen met andere internationale treintarieven zoals het Beneluxretour afgeschaft.